# ヴィシャタ
ヴィシャタ（ロシア語: Вышата）は11世紀半ばのルーシのヴォエヴォダである。ノヴゴロドのポサードニク・オストロミールの子。
1043年、キエフ大公ヤロスラフの命によって、ノヴゴロド公ウラジーミル（ヤロスラフの子）と共にビザンツ帝国への遠征(ru)に派遣された。その際に、嵐によってルーシの多くの船が破損したため、6000人の軍勢は陸路を採ることになった。ドルジーナたちは誰もその行軍を指揮したがらなかったが、ヴィシャタのみが引き受け、軍勢を引き受けビザンツへと侵入した。しかしヴィシャタはビザンツ軍に敗れ、多くの軍兵と共にヴィシャタも捕虜となった。3年後に講和条約が結ばれ、ヴィシャタは（おそらく目を潰されて）解放された。
1064年、ヴォルィーニ公ロスチスラフ（上記のノヴゴロド公ウラジーミルの子。）が自身の持つ継承権に拠ってノヴゴロド公に就くのを支援した。公位奪取が不首尾に終わったのちも、ノヴゴロドの名家・ポレーと共にロスチスラフを支援した。その後キエフ大公ヤロスラフに仕え、キエフで死亡した。ヤンとプチャタという2人の子の存在が確認されている。